# الدوري السويدي الدرجة الثانية 1972
الدوري السويدي الدرجة الثانية 1972 (بالسويدية: Division II i fotboll 1972)‏ هو موسم من الدوري السويدي الدرجة الثانية. فاز فيه أي كي سيريوس.